# Gmina Grove (hrabstwo Davis)

Położenie Gminy Grove w hrabstwie Davis

Gmina Grove (ang. Grove Township) – gmina w USA, w stanie Iowa, w hrabstwie Davis. Według danych z 2000 roku gmina miała 245 mieszkańców, a jej powierzchnia wynosi 105,34 km².